# Río Sibiti
El río Sibiti es el principal afluente del lago Eyasi, un lago endorreico de Tanzania. Tiene una longitud de 75 km y sirve de descarga del lago Kitangari. Es uno de los pocos canales naturales del mundo. 
La entrada al lago Eyasi se produce en forma de delta a raíz de la gran cantidad de sedimentos que el río acarrea.